# ヴォロスチ (行政区画)
ヴォロスチ（ロシア語: волость、リトアニア語: valsčius）は歴史的な行政区画の1種である。リトアニア大公国では15世紀初めまで、ロシアでは20世紀初めまで、村落領域を指す際に用いられた。

## ロシアのヴォロスチ
語源は「権威・政権（власть / ヴラスチ）、国土、管区」などを意味する古東スラヴ語のволодѣтиである。キエフ・ルーシ等の諸公国においては、ヴォロスチは都市をも含む、広範囲の領域を指す言葉として用いられていた。すなわち、この時期のヴォロスチは公（クニャージ）の領地を意味した。
14世紀からは都市に従属する農村地帯を指す語となった。16世紀、イヴァン雷帝期のヴォロスチは、セロ、デレヴニャ等の村落の上位組織であり、ウエズドの下位組織となっていた。この形態のヴォロスチは「郷」と訳される。また、15-17世紀の間にスタンという行政区画への改組が多く行われた。
ヴォロスチはソビエト連邦期の1923 - 1929年の行政改革で廃止され、ヴォロスチやウエズドはラヨンへと改組された。